# Lautenbach, Haut-Rhin

Lautenbach este o comună în departamentul Haut-Rhin din estul Franței. În 2009 avea o populație de 1.586 de locuitori.

## Evoluția populației
| An        | 1975  | 1982  | 1990  | 1999  | 2006  | 2009  |
| --------- | ----- | ----- | ----- | ----- | ----- | ----- |
| Populație | 1.315 | 1.372 | 1.394 | 1.572 | 1.571 | 1.586 |